# Sitio celular

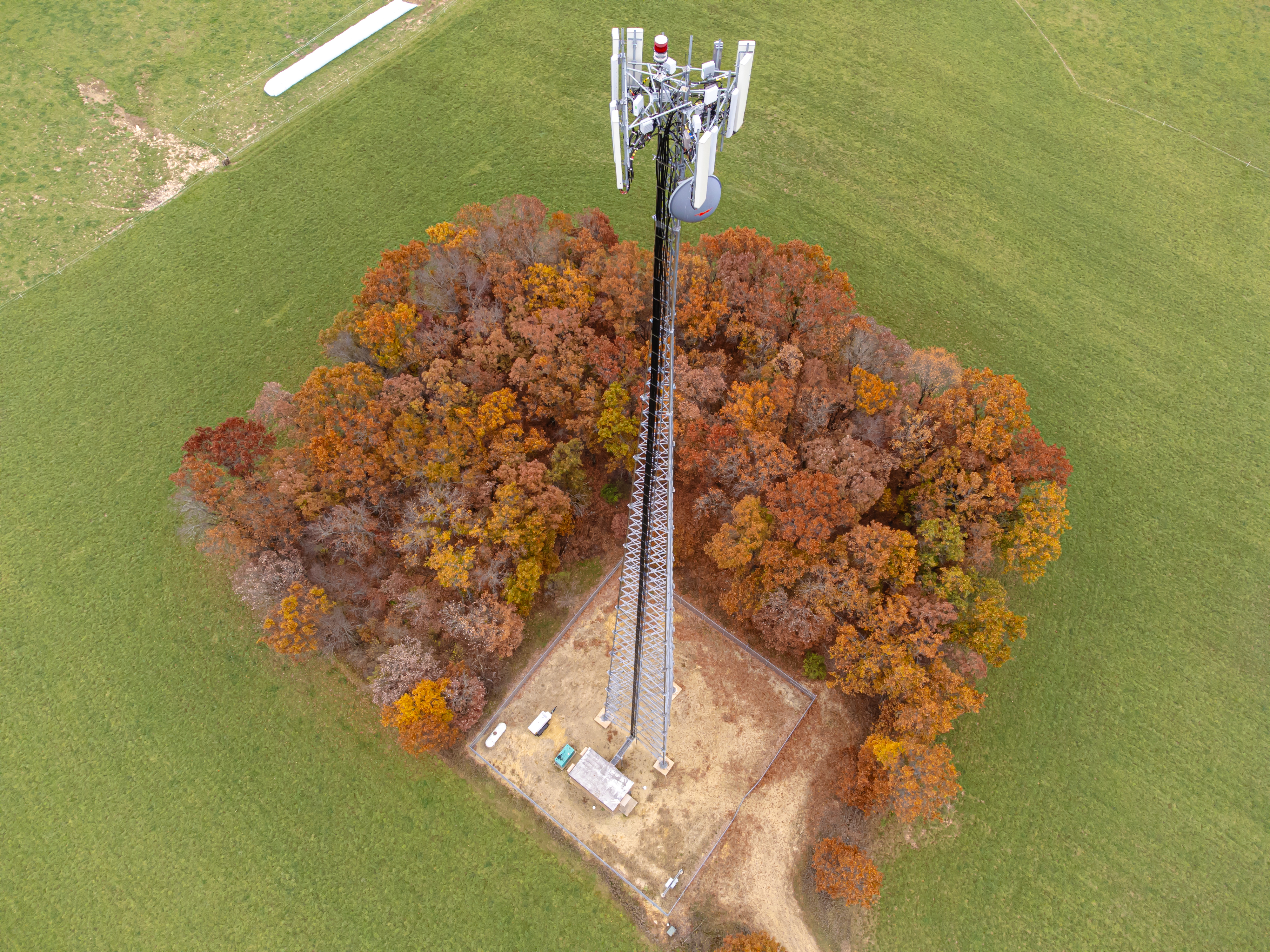
Torre de celosía celular

Un sitio de celdas, torre de teléfono celular, torre base de celdas o estación base celular es un sitio de dispositivos móviles habilitados para celdas donde se colocan antenas y equipos de comunicación electrónica (típicamente en una antena de radio, torre u otra estructura elevada) para crear una celda, o celdas adyacentes, en una red celular. La estructura elevada generalmente soporta la antena y uno o más conjuntos de transceptores emisores/receptores, procesadores de señales digitales, electrónica de control, un receptor GPS para la sincronización (para sistemas CDMA2000/IS-95 o GSM), fuentes de energía eléctrica principales y de respaldo, y refugio.[fuente independiente requerida]
A menudo, varios proveedores de telefonía celular ahorran dinero al montar sus antenas en un mismo mástil compartido; dado que los sistemas separados utilizan frecuencias diferentes, las antenas pueden ubicarse cerca unas de otras sin interferir entre sí. Algunas compañías proveedoras operan múltiples redes celulares y utilizan estaciones base colocalizadas para dos o más redes celulares, (por ejemplo, CDMA2000 o GSM).
A veces, se requiere que los sitios de celdas sean discretos; pueden mezclarse con el entorno o montarse en edificios o torres publicitarias.[cita requerida] Los paisajes de árboles preservados a menudo pueden ocultar torres celulares dentro de un árbol artificial o preservado. Estas instalaciones generalmente se denominan sitios de celdas ocultos o sitios de celdas sigilosos.

## Descripción general
Una red móvil constituye un sistema de teléfonos móviles portátiles (teléfonos celulares), donde cada dispositivo establece conexión con la red telefónica mediante ondas de radio a través de una antena local ubicada en una estación base celular (sitio de celdas). La zona de cobertura, en la que se presta el servicio, se fragmenta en un mosaico de pequeñas áreas geográficas denominadas "celdas", cada una atendida por un transceptor multicanal de baja potencia y una antena en una estación base. Todos los teléfonos celulares dentro de una celda se comunican con el sistema mediante la antena de esa celda, utilizando canales de frecuencia separados asignados por la estación base a partir de un conjunto compartido de frecuencias empleadas por el sistema.
El propósito de la estructura celular es conservar el ancho de banda de radio mediante la reutilización de frecuencias; las señales de radio de baja potencia en cada celda tienen un alcance limitado, permitiendo la reutilización de canales en celdas separadas geográficamente. Cuando un usuario móvil se desplaza de una celda a otra, su teléfono se transfiere automáticamente a la antena de la nueva celda, se le asignan nuevas frecuencias y se comunica con esta antena. Este proceso de transferencia automática es imperceptible para el usuario y puede ocurrir durante una llamada sin interrupciones. Cada teléfono celular posee un transceptor digital dúplex automatizado y se comunica con la antena de la celda mediante dos canales de radio digital en UHF o microondas, uno para cada dirección de la conversación, y un canal de control que gestiona el registro en la red, el marcado y la transferencia.
Generalmente, una torre celular se sitúa en el borde de una o más celdas, abarcando múltiples celdas mediante antenas direccionales. Una disposición habitual es colocar el sitio de la celda en la intersección de tres celdas adyacentes, con tres antenas a ángulos de 120° cada una cubriendo una celda. El tipo de antena usado para estaciones base celulares (rectángulos blancos verticales en las imágenes), denominado antena de sector, suele constar de un conjunto vertical colineal de dipolos. Presenta un patrón de radiación en forma de abanico plano, ligeramente inclinado hacia abajo para cubrir el área de la celda sin irradiar a ángulos más elevados en celdas más alejadas que reutilizan las mismas frecuencias. El ángulo de elevación de la antena debe ajustarse con cuidado para que el haz cubra toda la celda sin irradiar demasiado lejos. En las antenas de sector modernas, generalmente se puede ajustar electrónicamente el inclinado del haz, evitando la necesidad de que un trabajador suba a la torre para inclinar mecánicamente la antena cuando sea necesario realizar ajustes.

## Operación

### Rango
El rango de funcionamiento de un sitio celular (el rango en el cual los dispositivos móviles se conectan de manera confiable al sitio celular) no es una cifra fija. Dependerá de varios factores, incluyendo, pero no limitándose a:
- Altura de la antena sobre el terreno circundante (propagación con línea de visión).
- La frecuencia de la señal en uso.
- La potencia nominal del transmisor.
- La velocidad de datos de enlace ascendente/descendente requerida del dispositivo del suscriptor[4]
- Las características direccionales del conjunto de antenas del sitio.
- Reflexión y absorción de energía radioeléctrica por edificios o vegetación.
- También puede estar limitado por factores geográficos o regulatorios locales y por condiciones climáticas.
- Además, existen limitaciones de tiempo en algunas tecnologías (por ejemplo, incluso en el espacio libre, GSM estaría limitado a 150 kilómetros, con 180 km posibles con equipamiento especial)

Generalmente, en áreas donde hay suficientes sitios celulares para cubrir una amplia zona, el rango de cada uno se establecerá en:
- Asegúrese de que haya suficiente superposición para el "traspaso" hacia/desde otros sitios (mover la señal de un dispositivo móvil de un sitio celular a otro, para aquellas tecnologías que puedan manejarla, por ejemplo, hacer una llamada telefónica GSM mientras está en un automóvil o tren).
- Asegúrese de que el área de superposición no sea demasiado grande para minimizar los problemas de interferencia con otros sitios.

En la práctica, los sitios celulares se agrupan en áreas de alta densidad de población, con la mayor cantidad de usuarios potenciales. El tráfico de teléfonos celulares a través de un solo sitio está limitado por la capacidad de la estación base; hay un número finito de llamadas o tráfico de datos que una estación base puede manejar a la vez. Esta limitación de capacidad suele ser el factor que determina el espaciado de los sitios de mástiles celulares. En áreas suburbanas, los mástiles suelen estar espaciados entre 2 y 3 km (1.2–1.9 mi), y en áreas urbanas densas, los mástiles pueden estar tan cerca como 400–800 m.
El rango máximo de un mástil (donde no está limitado por interferencias con otros mástiles cercanos) depende de las mismas consideraciones. En cualquier caso, el factor limitante es la capacidad de un teléfono celular personal de baja potencia para transmitir de vuelta al mástil. Como guía aproximada, basándonos en un mástil alto y terreno plano, podría ser posible alcanzar entre 50 y 70 km (31 y 43 mi). Cuando el terreno es montañoso, la distancia máxima puede variar desde tan poco como 6 a 8 km (3.7 a 5.0 mi) debido a la invasión de objetos intermedios en la amplia zona central de Fresnel de la señal. Dependiendo del terreno y otras circunstancias, una torre GSM puede reemplazar entre 3 y 80 km (2 y 50 mi) de cableado para redes inalámbricas fijas. Además, algunas tecnologías, como GSM, tienen un rango máximo absoluto adicional de 35 km (22 mi), impuesto por limitaciones técnicas. CDMA e IDEN no tienen un límite definido por temporización.

#### Ejemplo práctico de rango
- Torre de estaciones base móviles 3G/4G/5G ( FR1 ): técnicamente es posible cubrir hasta 50-150 km. (Macrocélula)[8]
- Estación base móvil 5G ( FR2 ): las distancias entre la estación base 5G son de aproximadamente 250 a 300 m, debido al uso de ondas milimétricas.[9]

### Reutilización de canales
El término "rango máximo" resulta confuso en una red celular. Estas redes están diseñadas para gestionar numerosas conversaciones con un número limitado de canales de radio (segmentos de espectro de frecuencia necesarios para una conversación), licenciados a un operador de servicio celular. Para superar esta limitación, es crucial repetir y reutilizar los mismos canales en diferentes ubicaciones. Al igual que un radio de automóvil cambia de una estación local a otra completamente diferente con la misma frecuencia al viajar a otra ciudad, el mismo canal de radio se reutiliza en un mástil celular a pocos kilómetros de distancia. Para lograr esto, la señal de un mástil celular se mantiene intencionalmente a baja potencia y, en muchos casos, inclinada hacia abajo para limitar su alcance. Esto permite cubrir un área lo suficientemente pequeña como para no tener que admitir más conversaciones de las que los canales disponibles pueden manejar. Debido a la disposición sectorizada de las antenas en una torre, es posible variar la potencia y el ángulo para cada sector según la cobertura de otras torres en la zona.

### Factor limitante de señal
En ocasiones, un teléfono móvil puede dejar de funcionar porque se encuentra a una distancia considerable de un mástil, o porque el teléfono está ubicado en un lugar donde las señales de telefonía móvil se ven atenuadas por paredes gruesas de edificios, colinas u otras estructuras. Las señales no requieren una línea de visión clara, pero una mayor interferencia de radio puede degradar o eliminar la recepción. Cuando varias personas intentan utilizar el mástil celular al mismo tiempo, por ejemplo, durante un atasco de tráfico o un evento deportivo, es posible que haya una señal en la pantalla del teléfono, pero esta se bloqueará y no permitirá iniciar una nueva conexión. Otro factor limitante para los teléfonos móviles es la capacidad de enviar una señal desde su batería de baja potencia hasta el sitio celular. Algunos teléfonos móviles tienen un mejor rendimiento que otros con poca potencia o batería baja, generalmente debido a la capacidad de enviar una señal sólida desde el teléfono hasta el mástil.
El controlador central de la estación base (una computadora especializada en gestionar conexiones telefónicas) y la inteligencia del teléfono móvil realizan un seguimiento y facilitan el cambio del teléfono de un mástil a otro durante una conversación. Conforme el usuario se desplaza hacia un mástil, selecciona la señal más fuerte y libera el mástil cuya señal se ha debilitado; ese canal en ese mástil queda disponible para otro usuario.

### Geolocalización
La geolocalización celular es menos precisa que la obtenida mediante GNSS (por ejemplo, GPS), pero se encuentra disponible para dispositivos que no cuentan con receptores GPS y en situaciones donde el GNSS no está disponible. La precisión de este sistema varía y es más elevada en casos donde son posibles métodos avanzados de enlace directo hacia adelante, siendo menor cuando solo se puede acceder a un único sitio celular. En este último caso, la ubicación solo se conoce dentro del área de cobertura de dicho sitio.
Un enlace directo hacia adelante avanzado se produce cuando un dispositivo está dentro del alcance de al menos tres sitios celulares y el operador ha implementado el uso de un sistema de sincronización.
Otro método consiste en utilizar el ángulo de llegada (AoA) y se produce cuando el dispositivo está dentro del alcance de al menos dos sitios celulares, lo que proporciona una precisión intermedia. El GPS asistido utiliza tanto señales satelitales como de teléfonos celulares.
En los Estados Unidos, para el servicio de llamadas de emergencia que utiliza datos de ubicación (conocido localmente como "Enhanced 911" o E911), se estableció como requisito que al menos el 95% de los teléfonos celulares en uso el 31 de diciembre de 2005 brindaran soporte a dicho servicio. Muchos proveedores no cumplieron con este plazo y fueron sancionados por la Comisión Federal de Comunicaciones.

### Poder de la radio y salud.
De acuerdo con la Comisión Federal de Comunicaciones de los Estados Unidos: "Los datos de medición recopilados de diversas fuentes han indicado de manera constante que las densidades de potencia en el nivel del suelo en el 'peor de los casos' cerca de las torres celulares típicas son del orden de 1 µW/cm² (o 10 mW/m²) o menos (generalmente significativamente menos)".
Los teléfonos celulares, las torres celulares, el Wi-Fi, los medidores inteligentes, los teléfonos inalámbricos de telecomunicaciones mejoradas digitalmente, los teléfonos inalámbricos, los monitores para bebés y otros dispositivos inalámbricos emiten frecuencias de radio no ionizantes, que la Organización Mundial de la Salud (OMS) ha clasificado como un carcinógeno "potencial". Según el Instituto Nacional del Cáncer de EE. UU., "No se ha identificado ningún mecanismo por el cual los campos electromagnéticos de frecuencia extremadamente baja o la radiación de radiofrecuencia puedan causar cáncer".
Las opiniones científicas respaldadas por la Administración de Alimentos y Medicamentos de EE. UU. (FDA) indican que la radiación no ionizante, dentro de los límites establecidos por la Comisión Federal de Comunicaciones (FCC) para la exposición a frecuencias de radio, no se ha demostrado que sea carcinogénica ni cause daño a las personas.

## Sitios temporales

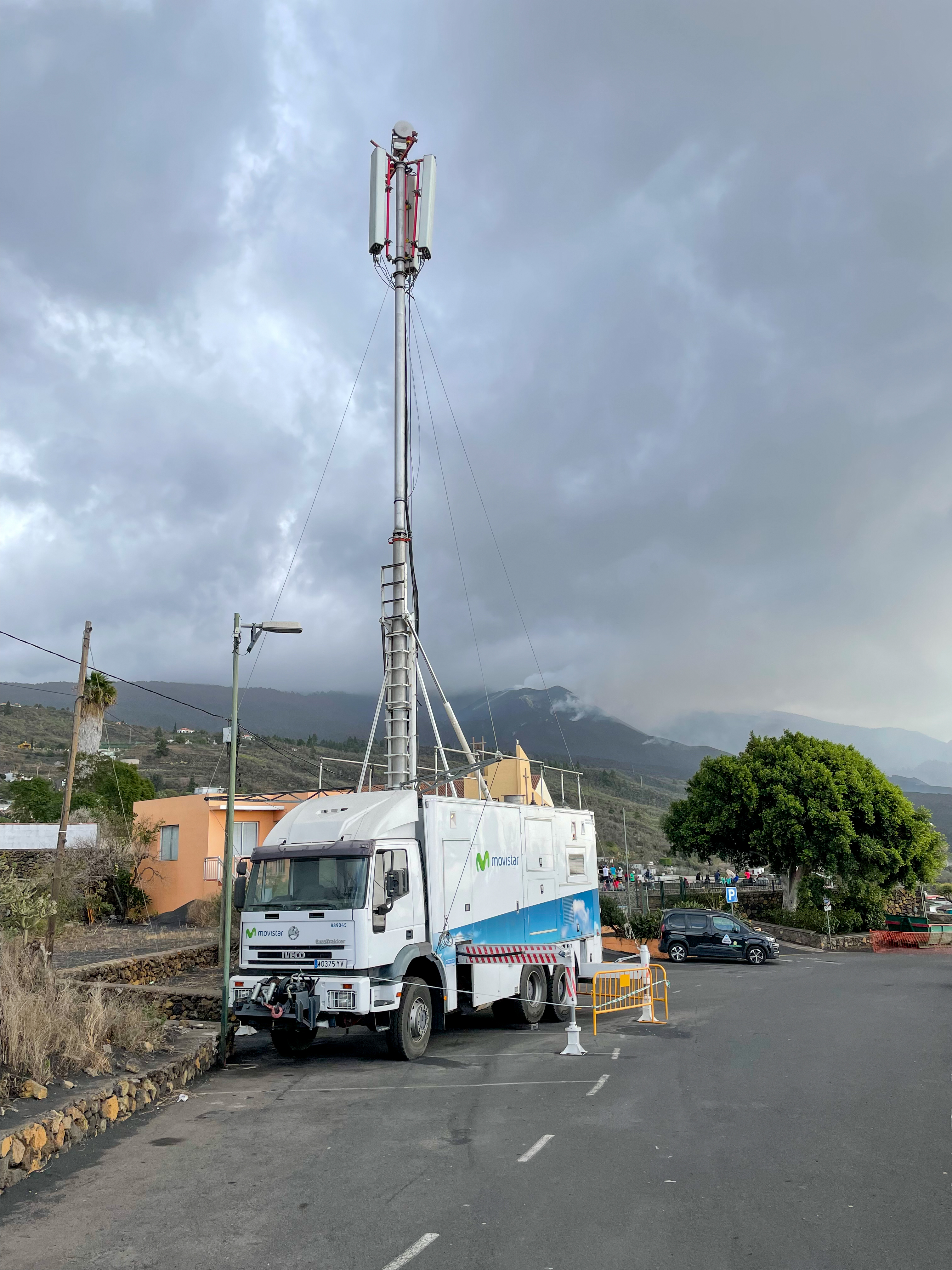
Una antena móvil utilizada durante la erupción volcánica de Cumbre Vieja de 2021

Aunque las antenas de telefonía celular suelen estar adheridas a estructuras permanentes, los proveedores también mantienen flotas de vehículos, conocidos como celdas móviles (COWs), que funcionan como sitios temporales de telefonía celular. Puede incluirse un generador para su uso en lugares donde no hay suministro eléctrico de red, y el sistema puede contar con un enlace de retorno inalámbrico que permite su utilización en lugares donde no está disponible una conexión por cable.
Las celdas móviles (COWs) también se utilizan en sitios de celdas permanentes, como reemplazos temporales para equipos dañados, durante cortes planificados y para aumentar la capacidad, como durante convenciones.

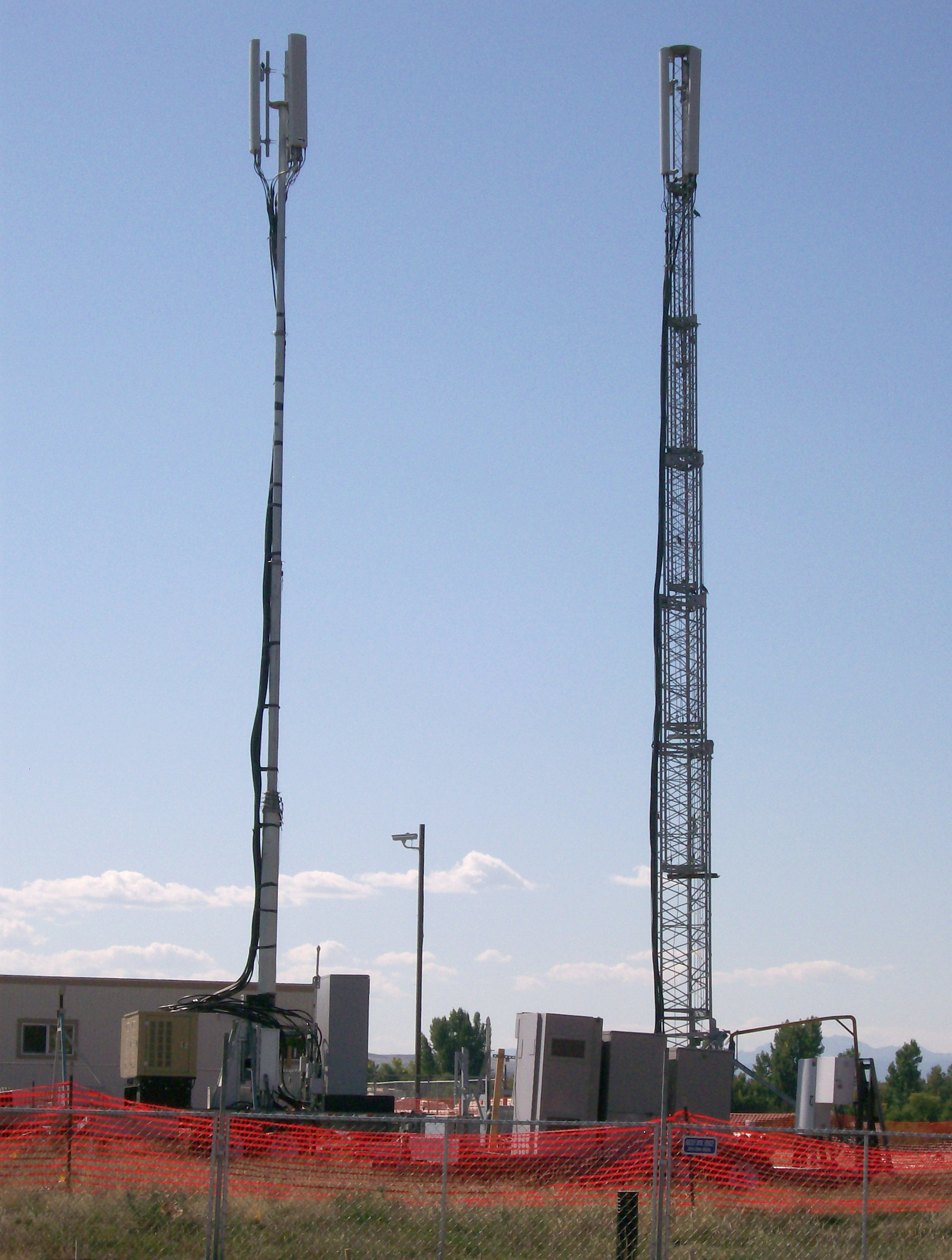
Celda sobre ruedas (COW)

## Empleo
Los trabajadores de sitios de celdas se llaman escaladores de torres o trabajadores de torres de transmisión. Los trabajadores de torres de transmisión a menudo trabajan a alturas de hasta 460 m (1500 pies), realizando tareas de instalación, mantenimiento y reparación para compañías de telefonía celular y otras empresas de comunicaciones inalámbricas.

## Configuración de agencia de espionaje
Según documentos filtrados a Der Spiegel, la NSA vende una "estación base GSM activa" por $40,000 para ser utilizada como una herramienta para imitar una torre de teléfono móvil y así monitorear teléfonos celulares.
En noviembre de 2014, según informes del Wall Street Journal, se dio a conocer que el Grupo de Operaciones Técnicas del Servicio de Alguaciles de EE. UU. utiliza dispositivos de espionaje, conocidos como "dirtboxes", para imitar potentes señales de torres de celular. Estos dispositivos están diseñados para hacer que los teléfonos móviles se conecten a la torre, ya que es la señal más fuerte dentro del alcance. Se colocan en aviones para crear efectivamente una "red de arrastre", recopilando datos sobre teléfonos mientras los aviones viajan sobre áreas pobladas.

## Sistemas fuera de la red
Un sitio de celda fuera de la red no está conectado a la red eléctrica pública. Generalmente, el sistema es independiente de la red debido al difícil acceso o la falta de infraestructura. Se incorporan sistemas de energía de respaldo, como celdas de combustible u otros, en sitios críticos para proporcionar energía en el día a día y en situaciones de emergencia. Tradicionalmente, los sitios han empleado conjuntos generadores impulsados por motores de combustión interna; sin embargo, al ser menos eficientes que la energía pública, aumentan los costos operativos y constituyen una fuente de contaminación (atmosférica, acústica, etc.), y algunos se encuentran en áreas protegidas por la conservación del medio ambiente y del paisaje.
Las fuentes renovables, como la energía solar y la eólica, pueden estar disponibles en lugares donde se instalan sitios de celdas. En 2022, se instaló el primer mástil fuera de la red en Eglwyswrw, Gales. Esto puede disminuir el costo de combustible para el sitio de celdas o la torre de telecomunicaciones hasta en un 75%. Pueden respaldarse con un sistema de generador de combustible que permite que el sitio de celdas funcione cuando las fuentes renovables no son suficientes. Uno de esos sistemas de producción de energía consiste en:
- Generador de energía solar
- Generador de viento
- Pilas de combustible para generadores electroquímicos.

La energía eléctrica de fuentes intermitentes se almacena en baterías secundarias que generalmente están diseñadas para tener un promedio de dos días de autosuficiencia, también conocido como autonomía, para permitir tiempo a que el personal de mantenimiento llegue al sitio cuando sea necesario realizar una reparación.
Los sistemas de energía renovable suministran energía eléctrica cuando está disponible. Las celdas de combustible se activan solo cuando las fuentes naturales no son suficientes para suministrar la energía que necesita el sistema. La fuente de energía de emergencia (las celdas de combustible) está diseñada para durar un promedio de diez días. De esta manera, la estructura es completamente autosuficiente: esto permite que el equipo de mantenimiento realice solo algunas visitas al sitio, ya que generalmente es difícil llegar allí.

## Camuflaje
A menudo, hay oposición local a nuevas antenas de comunicación por razones de seguridad y apariencia. Esta última a veces se aborda disfrazando la antena como otra cosa, como un mástil de bandera, una farola o un árbol (por ejemplo, palmeras, pinos, cipreses) o estructuras en tejados o características urbanas como chimeneas o paneles.
Estas estaciones celulares ocultas pueden distinguirse por la forma de las hojas y el tipo de corteza. El follaje de todas estas antenas está compuesto por hojas de material plástico diseñadas con precisión, teniendo en cuenta la cantidad, forma y disposición adecuada para ocultar completamente las antenas y todas las partes accesorias de manera natural. Los materiales utilizados garantizan una absoluta transparencia radioeléctrica y resistencia a los rayos UVA. Apodos incluyen "monopalm" para un monopolo disfrazado como una palmera o "Pseudopinus telephoneyensis" para un mástil disfrazado como un pino. En monopolos, las antenas direccionales a veces se ocultan en una carcasa de plástico cerca de la parte superior del poste para que se puedan eliminar las barras transversales.

Estructuras en la azotea, como chimeneas o paneles de ocultamiento, de 6 a 12 metros de altura, pueden ocultar a uno o más operadores de telefonía móvil en la misma estación. Los paneles Roofmask se pueden fijar a las estructuras de la azotea existentes, remodelándolas de manera rápida y económica.

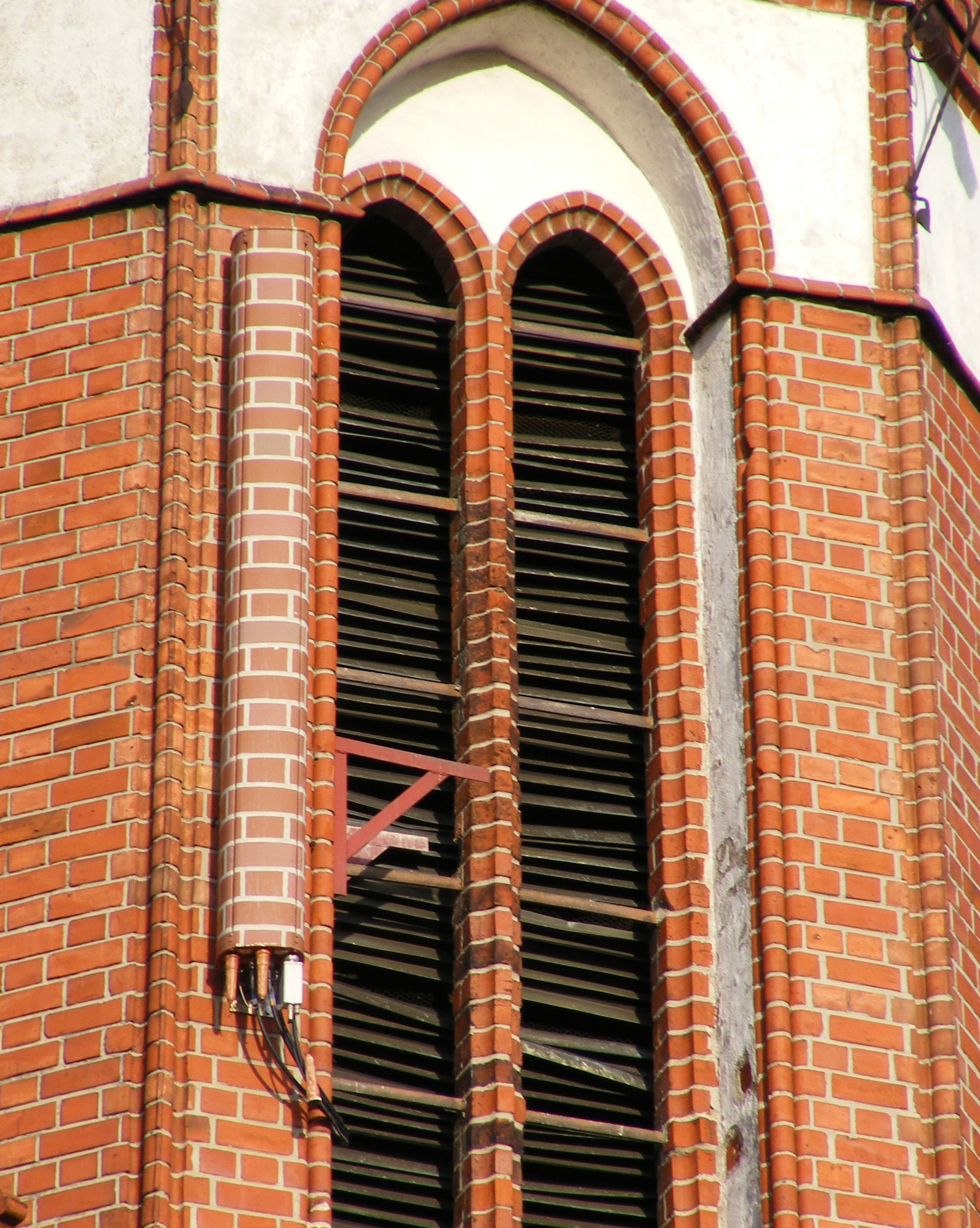
Una antena coloreada para que se mezcle con el edificio que la alberga, en Sopot, Polonia
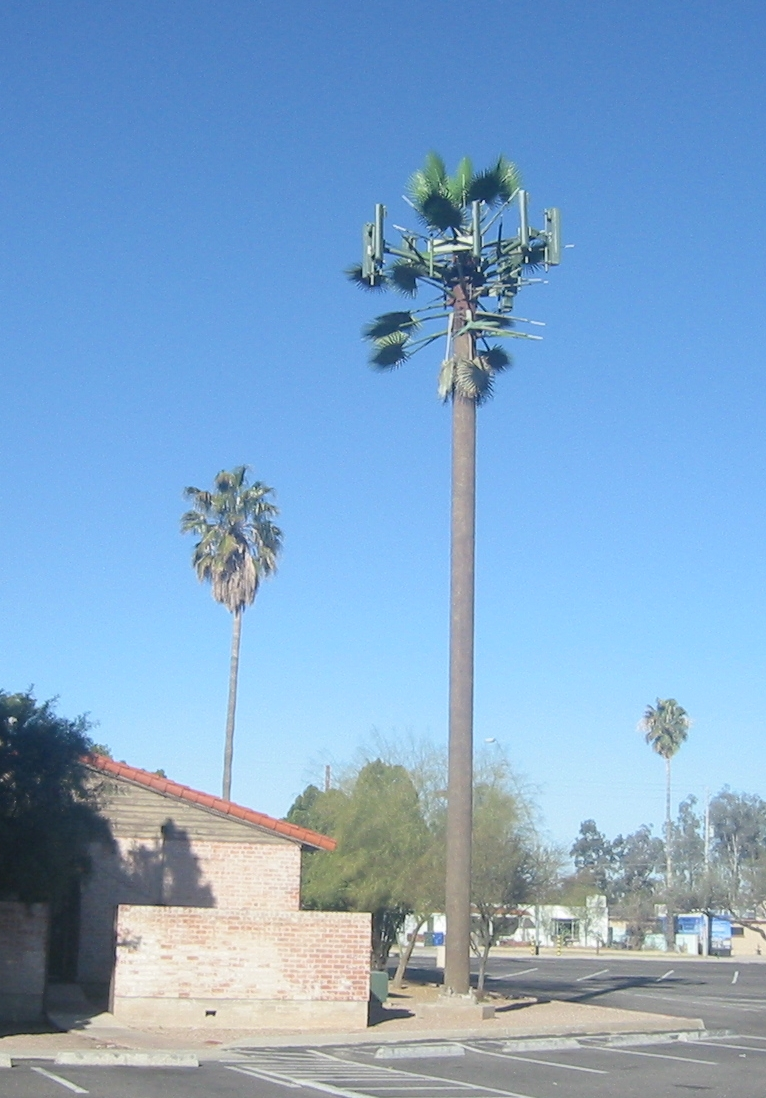
Monopolo camuflado, llamado "monopalm", enArizona, EE.UU.
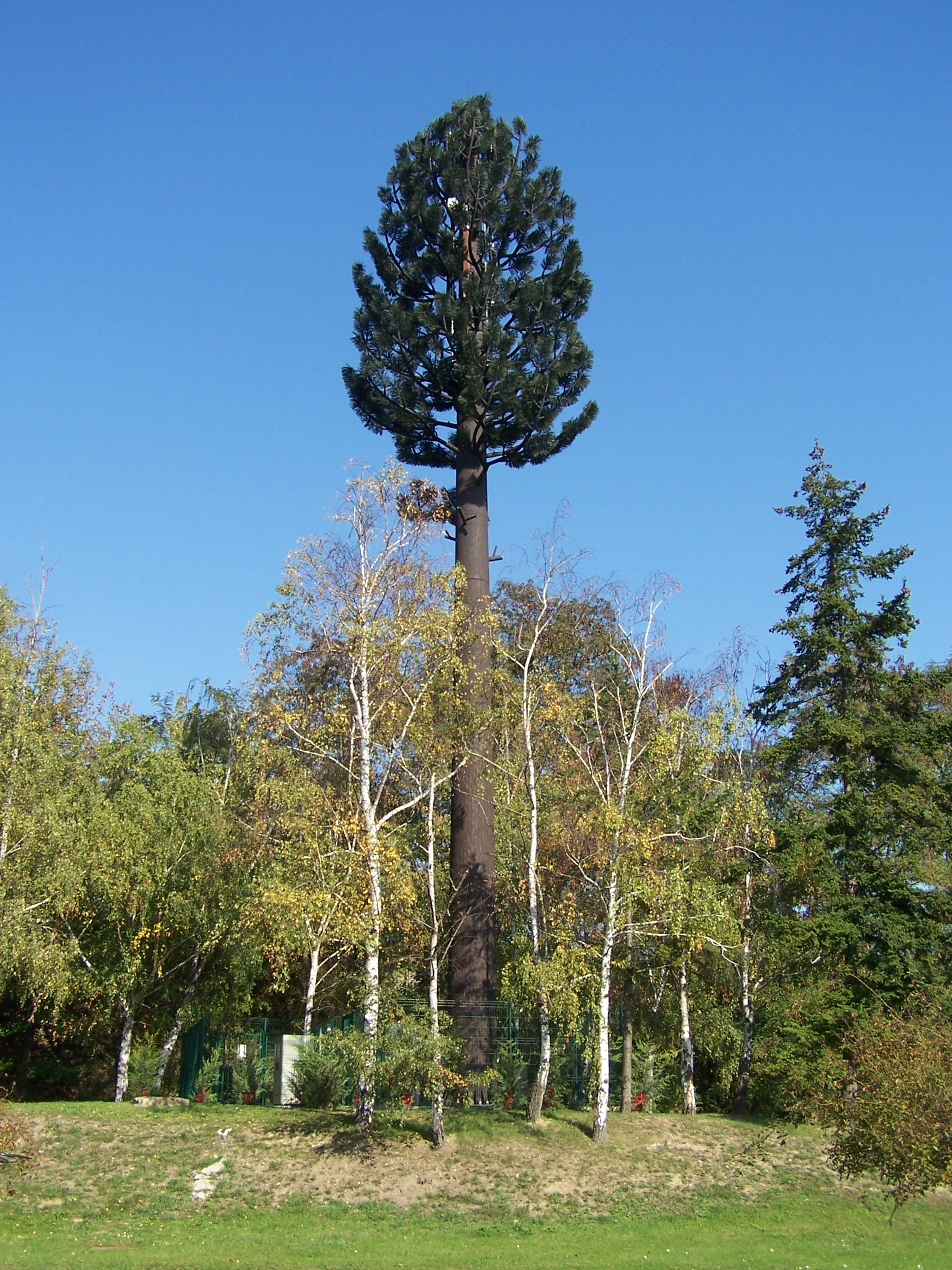
Un sitio escondido detrás de un árbol en Yvelines,francia

## Miniatura
Investigadores de Alcatel-Lucent han desarrollado un sitio celular llamado lightRadio que cabe en la palma de la mano. Tiene el tamaño de un cubo Rubik. Es capaz de transmitir señales 2G, 3G y 4G. Son más eficientes en energía y entregan banda ancha de manera más eficiente que los sitios celulares actuales. Podrían utilizarse en áreas urbanas muy pobladas para liberar más espacio radioeléctrico.